# Judit (Giorgione)
Judit con la cabeza de Holofernes es una pintura al óleo sobre tabla transferida a lienzo (144 x 68 cm) de Giorgione, datada en 1504 aproximadamente y conservada en el Museo del Hermitage de San Petersburgo.

## Historia
La obra tiene una datación incierta que oscila entre los últimos años del siglo XV y 1505, pero es una de las piedras angulares de la fase juvenil de Giorgione, una de las pocas obras del maestro véneto sobre la cual la crítica concuerda en la atribución. La iconografía de Judit, heroína bíblica, era entonces nueva en Venecia, a excepción de algunas realizaciones en escultura a finales del siglo XV.
La obra llegó a San Petersburgo en 1772 con las compras en París por parte de los enviados de Catalina II de Rusia. Anteriormente se encontraba en la colección del barón L.A. Crozat de Tierra. A finales del siglo XIX fue transferida a lienzo, debido al deterioro del soporte original, que era la puerta de un mueble.

## Descripción y estilo

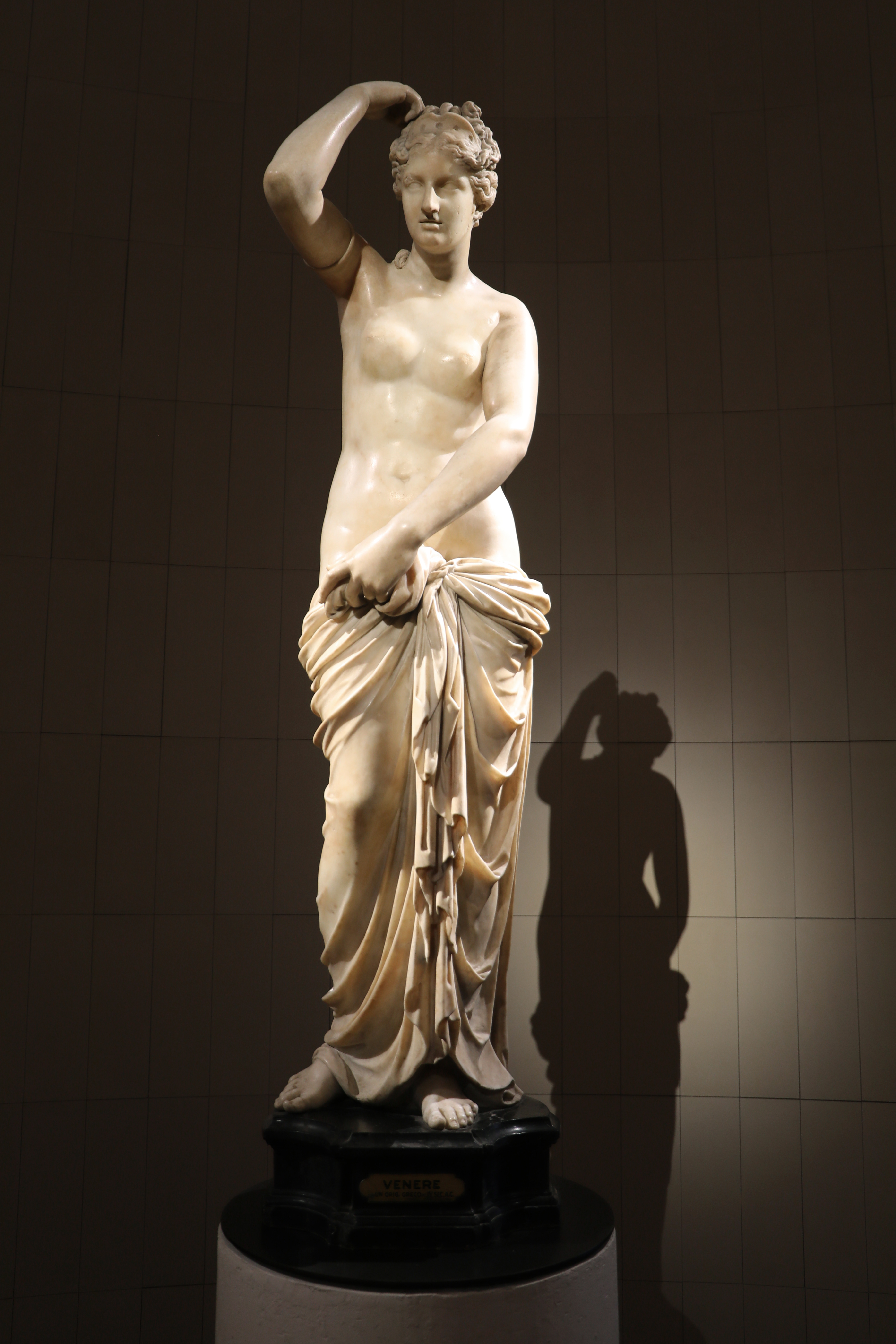
Afrodita Urania.

Judit, heroína bíblica a menudo asimilada como símbolo de las virtudes cívicas, de la libertad contra la tiranía, está representada de cuerpo entero, de dimensiones ligeramente inferiores al natural, encuadrada en una tabla de desarrollo predominantemente vertical. El tema de la belleza triunfante sobre la tiranía está solucionado aquí con el contraste entre el rostro idealizado de Judit, perfectamente suave y ovalado, de influencia leonardesca, y el rostro tumefacto de la cabeza decapitada de Holofernes, bajo el pie de la mujer. Giorgione instaura un cambio significativo. De una belleza casta y heroica, desde el Cinquecento Judit pasa a ser representada como arquetipo de mujer fatal, una seductora que aprovecha su belleza para acabar con el hombre. Así, sensual es la aparición de la pierna torneada de Judit a través de la abertura del vestido rosado que ondea a la izquierda, con pliegues rítmicos y secos de ascendencia nórdica. Una inspiración flamenca también se percibe en la joya sobre el pecho de la heroína, seguramente inspirado en la orfebrería contemporánea.
La pose deriva de la estatuaria antigua, especialmente de la Afrodita Urania de Fidias conocida a través de copìas romanas, mientras algunos detalles remiten a Perugino (la empuñadura de la espada), Lorenzo Costa (las mangas largas) y Leonardo da Vinci (además del rostro de la protagonista, los efectos de esfumado en la atmósfera y las matas herbáceas en primer plano). De hecho, más allá de un muro bajo, en el que ella apoya el brazo izquierdo sujetando la espada con la diestra, se extiende un amplio paisaje, con un bosque y una ciudad que se pierden en una remota bruma azulada, así como las montañas.
El árbol que se alza tras Judit, prosiguiendo idealmente su figura como para otorgarle mayor importancia monumental, es un roble: este recurso es común también a otras obras atribuidas a Giorgione.
El efecto general está extremadamente calibrado y es de innato lirismo, con la serena figura de Judit, ahora que ha alcanzado su objetivo de eliminar al tirano asirio, sumergida en la frescura del paisaje matinal, con una atmósfera poética que no es perturbada siquiera por la presencia de la cabeza cortada del enemigo que oprimía su ciudad, Betulia.